# Joan Joaquim Rodríguez Femenias
Joan Joaquim Rodríguez Femenias (Maó, 18 de maig de 1839 - Tolosa, 8 d'agost de 1905), naturalista menorquí.
Aquest naturalista menorquí va destacar al segle xix pels estudis que va fer de botànica, algologia i zoologia, sobretot de les Illes. A ell es deuen, per exemple, descobriments com el de l'alga Laminaria rodriguezii, una espècie considerada endèmica del mar Mediterrani o l'arbust endèmic Daphne rodriguezii de l'Illa d'en Colom. Rodríguez Femenias també és l'autor d'un tractat sobre la flora menorquina que data de 1904, una llista amb totes les plantes que hi ha a l'illa que no s'ha actualitzat fins a l'any passat.
Nomenat menorquí il·lustre per l'Ajuntament de Maó dia 12 de març de 1906.